# シノプス
株式会社シノプス（英: sinops Inc.）は、大阪府豊中市新千里東町に本社を置く日本のIT企業。東京証券取引所グロース市場上場。

## 概要
スーパーマーケットや専門店等の小売店向けに需要予測型の自動発注システム、卸売業向けに需要予測型キャッシュ・フロー最適化システム、製造業向けに中長期需要予測システムである「sinops」シリーズを展開している。2020年より従来のパッケージ製品販売からクラウドサービス中心のビジネスモデルに転換した。

## 沿革
- 1987年（昭和62年）10月 - 株式会社リンクとして設立
- 2018年（平成30年）12月 - マザーズに上場
- 2019年（平成31年）4月 - 株式会社シノプスに商号変更。

## 事業所
- 本社 - 〒560-0082 大阪府豊中市新千里東町1丁目5番3号
- 東京オフィス - 〒100-0006 東京都千代田区有楽町一丁目1番2号